# Мартин Кушев
Мартин Кушев је бугарски фудбалер. Рођен је 25. августа 1973. године. Тренутно наступа за руски клуб Амкар из Перма.
Кушев је играл за бугарски клубови Јантра, Спартак Варна, Славија Софија, Левски и немачки Сарбрукен. 2003. године је дошао у Русију и постао играч Шињика.
2004. године вратио се у Бугарску и играо за Литекс. 2005. године је прешао у руски Амкар. До краја сезоне је одиграо за Амкар 7 утакмица и постигао је три гола.
2007. године је био у првенству Русије стрелац 10 пута. 2008. године је играо у финалу Купа Русије и постигао је у првенству 9 голова. На крају сезоне је освоио 4 место.